# The Moment You Believe
The Moment You Believe foi inspirada pelo clássico Romeu e Julieta, como disse Melanie C em algumas entrevistas, também possui marcantes notas de piano.
The Moment You Believe foi escolhida como trilha sonora da novela portuguesa Ilha dos Amores e como propaganda do programa alemão Nur die Liebe Zählt.
O b-side Fragile foi co-escrito por Greg Hatwell, que também co-escreveu Don't Need This, no Beautiful Intentions.

## Tracklisting
The Moment You Believe - CD1
1. The Moment You Believe
2. Fragile
The Moment You Believe - CD2
1. The Moment You Believe
2. Fragile
3. The Moment You Believe (Attraction Mix)
4. The Moment You Believe (Instrumental)
5. The Moment You Believe (Piano/Vocal Mix)

## Charts
| Chart (2007) | Posição |
| ------------ | ------- |
| Reino Unido  | -       |
| Portugal     | 1       |
| Itália       | 8       |
| Alemanha     | 15      |
| Áustria      | 28      |
| Austrália    | 5       |
| Espanha      | 1       |
| Suíça        | 14      |
| Espanha      | 1       |
| Suécia       | 18      |